# Milczące ślady
Milczące ślady – polski film sensacyjny z 1961 roku w reżyserii Zbigniewa Kuźmińskiego, zrealizowany na podstawie powieści Mariana Kozłowskiego Droga przez front.
Zdjęcia do filmu powstały w Krakowie oraz w Pieninach (Jaworki w gminie Szczawnica).

## Opis fabuły
Rok 1946. Mimo że II wojna światowa dobiegła końca, w górach trwają walki. Oddział NSZ pod wodzą „Pioruna” nie podporządkował się nowej władzy i podjął z nią walkę. Zadanie likwidacji grupy „Pioruna” otrzymuje kapitan Morwa z UB. Nie jest to łatwe, ponieważ w grupie Morwy działa informator „Pioruna”. Nosi pseudonim „Student”. Rozwiązanie zagadki grupy znajduje się w Krakowie, ale to w górach dojdzie do konfrontacji.

## Obsada
- Józef Nowak – Stefan Morwa, kapitan UB
- Józef Nalberczak – Wiśniewski, członek oddziału Morwy
- Lech Wojciechowski – Kołacz, członek oddziału Morwy
- Witold Skaruch – „Profesor”, członek oddziału Morwy
- Ryszard Kotys – Stusina, członek oddziału Morwy
- Włodzimierz Skoczylas – Szelongiewicz, kierowca oddziału Morwy
- Irena Laskowska – żona aptekarza Walczaka
- Janina Traczykówna – pielęgniarka Anna, narzeczona Morwy
- Henryk Bąk – major Zimny
- Zbigniew Dobrzyński – chorąży Kłos
- Kazimierz Fabisiak – aptekarz Stanisław Walczak
- August Kowalczyk – „Piorun”, dowódca oddziału
- Adam Mularczyk – Wacław Szyndzielorz, członek oddziału „Pioruna”

i inni